# QuantZ
QuantZ est un jeu vidéo de puzzle développé et édité par Gamerizon (en), sorti en 2009 sur Windows, Mac et iOS.

## Accueil
- Gamezebo : 4/5[1]
- Jeuxvideo.com : 15/20[2]